# Echinaster panamensis
Echinaster panamensis är en sjöstjärneart som beskrevs av Leipoldt 1895. Echinaster panamensis ingår i släktet Echinaster och familjen krullsjöstjärnor. Inga underarter finns listade i Catalogue of Life.